# موسوی
موسوی می‌تواند به موارد زیر اشاره کند:
- سید مهدی موسوی
- سادات موسوی
- ایمان موسوی
- جلال موسوی
- حافظ موسوی
- سید حسین موسوی تبریزی
- سید عبدالکریم موسوی اردبیلی
- سید علی حبیبی موسوی
- سید محمد کاظم موسوی شوشتری، نوازندهٔ نی
- سید محمد موسوی بجنوردی
- سید محمد موسوی خوئینی‌ها
- سید محمد موسوی عراقی، بازیکن والیبال
- سید محمد واعظ موسوی
- سید محمدکاظم موسوی بجنوردی
- عبدالواحد موسوی لاری
- علی موسوی (باستان‌شناس)
- علی موسوی گرمارودی
- علی موسوی
- علی‌اکبر موسوی خوئینی
- غلامرضا موسوی
- گراناز موسوی
- محمد موسوی عراقی
- میرحسن موسوی
- میرحسین موسوی
- عبدالرحیم موسوی
- زینب موسوی، کمدین